# Weinmannia sanguisugarum
Weinmannia sanguisugarum är en tvåhjärtbladig växtart som beskrevs av Luciano Bernardi. Weinmannia sanguisugarum ingår i släktet Weinmannia och familjen Cunoniaceae. Inga underarter finns listade i Catalogue of Life.